# Imprenta en España

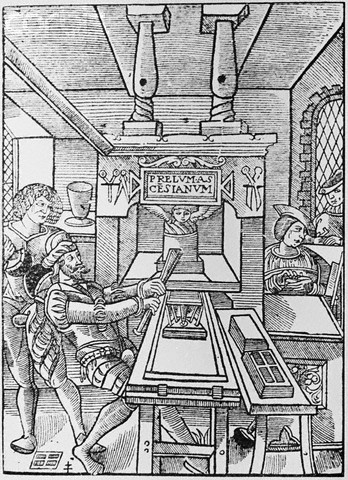
Grabado que representa una imprenta del siglo xvi.

La imprenta llegó a España con cierto retraso respecto a otros países de Europa, debido principalmente a la situación periférica de la península ibérica. La primera imprenta se instaló en España en Segovia en el año 1472 a instancias de Juan Arias Dávila, obispo de Segovia, quien para proporcionar obras impresas a los alumnos del Estudio General de Segovia hizo trasladarse a la ciudad al impresor Juan Párix (Johannes Párix), procedente de Heidelberg (Alemania), unos diecisiete años después de que Johannes Gutenberg sacara a la luz su primer libro impreso, la Biblia de Gutenberg.
Siguiendo el camino iniciado por la imprenta de Segovia, se fueron instalando otras en diferentes ciudades, como Barcelona, Burgos, Salamanca, Sevilla, Valencia, Zamora o Zaragoza, de manera que llegaron a existir hasta veintiséis diferentes a lo largo del siglo xv.
Está considerado el primer libro incunable español la obra Sinodal de Aguilafuente, escrito en castellano y salido de la imprenta de Párix en Segovia en 1472, que recoge las actas del sínodo que la diócesis de Segovia celebró en el municipio de Aguilafuente en el mes de junio del mismo año. De carácter literario, es considerada la primera el libro Obres o trobes en lahors de la Verge Maria, del impresor Lambert Palmart, que vio la luz en la ciudad de Valencia en 1474, llevada a cabo en valenciano.
Otras piezas salidas de la imprenta inicialmente fueron la bula de Rodrigo de Borja (1473) de la catedral de Segovia, la bula de Guinea (c. 1473) de la catedral de Sevilla o las bulas de doña Isabel de Zuazo (1484) de la iglesia de San Esteban de Cuéllar (Segovia).

## Historia

### Antecedentes
Durante la segunda mitad del siglo xv, las bibliotecas de las universidades y las de los humanistas españoles se abastecieron de libros «de molde» procedentes de Italia o de Alemania junto a los libros «de mano», tal y como recogen sus inventarios, hecho que evidencia el conocimiento de los libros impresos antes de la introducción de la imprenta en el reino. Las noticias referentes a ella son escasas, y no se conoce con precisión la fecha exacta ni el lugar donde se instaló el primer taller de impresión, debido principalmente a los pocos documentos hallados en los archivos históricos sobre los primeros impresores y sus contratos de obra, así como por la falta de colofones explícitos en los primeros libros. De esta forma, la primera imprenta documentada hasta el momento es la instalada en Segovia perteneciente a Juan Párix, quien empezó su trabajo en la ciudad al menos en 1472.
Los introductores de ella fueron maestros alemanes, como Párix, procedente de Heidelberg, o Lambert Palmart, originario de la ciudad de Colonia, por citar algunos ejemplos. Buena parte de estos primeros impresores fueron ambulantes, y se instalaban donde había mayores probabilidades de encontrar trabajo, creando sociedades o firmando contratos por varios años. Debido a los pocos utensilios y caracteres necesarios para esta profesión, se trasladaban de una ciudad a otra con relativa facilidad, como claramente se desprende de la fecha de los libros impresos por un mismo impresor durante un breve período en localidades diferentes. En lo que refiere a las características tipológicas, los primeros incunables fueron compuestos con variedad de tipos góticos y romanos, predominando sobre el latín los textos en lenguas vernáculas (castellano, catalán y valenciano).
En un principio el papel procedía de la fábrica instalada en España, la primera que hubo en Europa, y a partir del siglo xvi los centros industriales papeleros estuvieron instalados en Italia y Francia, debido a la aparición en el mercado español del papel italiano, de mayor calidad, que poco a poco fue reemplazando al español. Por su calidad el papel francés era más adecuado para la impresión de misales, mientras que el que se elaboraba en España se utilizaba para libros de menor coste.

### Primeras imprentas

Lugares de imprenta en el siglo xv

En 1466 el obispo Juan Arias Dávila había llevado a cabo la fundación del Estudio General de Segovia con ayuda de Enrique IV de Castilla, y ante la necesidad de proporcionar obras para sus estudiantes, hizo llamar en 1469 al impresor alemán Juan Párix. Se desconoce el edificio que albergó su taller, del que salió el primer libro impreso en España: el Sinodal de Aguilafuente, una recopilación de las actas del sínodo de la diócesis celebrado en Aguilafuente en el mes de junio de 1472; a esta obra le seguirían al menos otras siete. Otras impresiones tempranas fueron la bula de Rodrigo de Borja (1473), de la que se hicieron unos 170 000 ejemplares, y las bulas de doña Isabel de Zuazo (1484), un grupo de bulas de indulgencia halladas en el siglo xxi en la iglesia de San Esteban de Cuéllar, constituyendo estos los primeros contactos de la imprenta con Segovia. Otra de las primeras imprentas fue la de Valencia, instalada por el comerciante Jacobo Vitzlán, de la que se hizo cargo Lambert Palmart, quien sacó de la prensa en 1474 la obra Obres o trobes en lahors de la Verge Maria, considerado el primer libro impreso en España de carácter literario, y el primero en valenciano. Durante la etapa de Palmart se publicaron en la ciudad una docena de obras, hasta que vendió el negocio en 1493, y a partir del siglo xvi comenzó un importante despegue de esta industria en la ciudad.
El primer testimonio de la imprenta en Sevilla es la impresión de la Bula de Guinea, cuya datación más generalizada es el año 1473, mientras que la primera obra fue Repertorium, de Alonso Díaz de Montalvo, que salió del taller de Antonio Martínez (Antonio de Nebrija), Alfonso del Puerto y Bartolomé Segura. En el siglo xvi el comerciante Jacobo Cromberger se convertiría en uno de los más importantes impresores de la ciudad, iniciador de una larga tradición.
En Zaragoza destacó por su labor el impresor Pablo Hurus, y en Barcelona encontramos a Pere Miquel y Diego de Gumiel, que imprimieron el Tirant lo Blanch. En Zamora se estableció Antón de Centenera, cuyo taller estuvo activo probablemente desde 1481, y fue uno de los impresores españoles más característicos debido a la escasa influencia extranjera que se observa en sus tipos. En Salamanca hubo al menos dos imprentas desde la década de 1480, al calor de su importante universidad, y allí publicó algunas de sus obras más relevantes Antonio de Nebrija. La primera noticia del establecimiento de la imprenta en Burgos data de 1483, aunque no se conservan más noticias sobre los primeros trabajos, y hubo de esperar hasta 1492, con la imprenta de Fadrique de Basilea. De la que salió, entre más de noventa obras, la primera edición de Comedia de Calisto y Melibea, de Fernando de Rojas que sería conocida posteriormente como La Celestina, que vio su primera edición en 1499.
La primera imprenta en Baleares fue instalada en la localidad de Valldemosa por Nicolás Calafat y Bartomeu Caldentey en 1485, la cual estuvo en funcionamiento tan solo cinco años. En 1540 Ferrando Cansoles y Villarroel, natural de la villa de Amusco (Palencia), instaló el segundo establecimiento tipográfico de la isla. Alrededor de 1576 Gabriel Guasp fundó en Palma la dinastía de impresores más prolija de Europa, iniciando una tradición empresarial que duró casi cuatro siglos sin interrupción. La Imprenta Guasp estuvo en funcionamiento durante el dilatado periodo que va de 1576 a 1958, lo que constituye un caso insólito en términos generales. Finalmente, el librero e impresor Geraldo del Sol y Agustín de Paz son algunos ejemplos de los primeros impresores y tratantes de libros en las comarcas de Galicia.
La imprenta incunable llega al Reino de Navarra de la mano del francés Arnao Guillén de Brocar, que en 1490 instala su taller en Pamplona, aquí trabaja durante once años; de este periodo se conocen 28 impresos. En 1501 abandona Navarra y se instala cerca de sus fronteras, en Logroño, donde permanece hasta 1512, año en el que se instala en Alcalá de Henares y comienza una carrera profesional extraordinaria que culmina con la impresión de la Biblia Políglota Complutense.
De esta forma, al finalizar el siglo xv había en España casi una treintena de talleres de impresión repartidos en ciudades y otros municipios: Segovia, Valencia, Zaragoza, Barcelona, Sevilla, Salamanca, Valladolid, Zamora, Burgos, Toledo, Guadalajara, Pamplona, Granada, Palma de Mallorca, Murcia, Mondoñedo, Tarragona, Santiago de Compostela, Coria, Gerona, Tortosa, Huete, Híjar y Montalbán, y los monasterios de Montserrat y San Cugat. En Madrid, tal y como las conocemos actualmente no existieron industrias relacionadas con la imprenta hasta el segundo tercio del siglo xvi, lo cual no tiene nada de extraño porque no se convirtió en capital de España hasta el reinado de Felipe II.